# Despotatul Dobrogei
Despotatul Dobrogei sau Țara Cărvunei a fost un stat în componența căruia au intrat teritorii aparținând astăzi de zona nord-estica a Bulgariei și în zona sud-estica a României, creat în 1347 prin despărțirea regiunii de Imperiul bizantin. Secesiunea s-a făcut inițial prin intervenția unui nobil bulgaro-cuman (sau vlah) din familia Terter, numit Balică, dar conducătorul suprem a fost Dobrotici căruia i se datorează – de fapt, existența acestui stat.
Teritoriul fusese recucerit de către Imperiul Bizantin în 1362 de la Țaratul vlaho-bulgar (șubrezit de invaziile tătarilor), cu ajutorul genovezilor. Capitala statului a fost la Cărvuna (azi Kavarna, din Bulgaria), iar cetatea domnească nu departe, la Caliacra. Frontierele i s-au modificat de mai multe ori în decursul existenței. Componența etnică a populației a fost mixtă și a cuprins pe lângă români, bulgari și tătari (aceștia din urmă, sosiți în 1224) și greci, armeni sau genovezi (în porturi).

## Istorie
În 1357, Dobrotici s-a declarat despot. În același an însă, a pierdut Mesembria și Anhialos (azi, Nesebăr și Pomorie, din Bulgaria), care au fost recucerite de împăratul bizantin Ioan al V-lea Paleologul. Dar doi ani mai târziu în 1359, Dobrotici cucerește cetatea Vicina de la jupânul Demetrios (Arhiepiscopul Vicinei, Iachint, a devenit  primul mitropolit al Țării Românești tot în acest an), gurile Dunării cu cetățile Oblucița (azi, Izmail, din Ucraina) și Chilia, Insula Șerpilor și porturile Constanța și Mangalia (fostele cetăți antice Tomis și Callatis) de la Țara Românească, precum și Silistra de la Țaratul de Târnovo. I-a expulzat pe genovezi care au păstrat doar portul Licostoma (azi, Periprava). 
Noul stat a căpătat numele de Dobrogea, după Dobrotici. În 1366, Ioan al V-lea Paleologul a vizitat Roma și Buda, pentru a încerca să capete ajutor pentru viitoarea campanie a sa împotriva Dobrogei (în cursul căreia a fost capturat la Varna). O nouă campanie condusă de Amadeus al VI-lea de Savoia și sprijinită de Veneția și Genova, a încercat să-l elibereze pe împărat. Astfel, după ce Amedeus a cucerit unele cetăți din sud, Dobrotici a negociat pacea eliberându-l pe împărat și căsătorindu-și fiica cu Mihail, fiul acestuia. După moartea lui Dobrotici, despotatul va fi condus de către Ivanco, fiul acestuia. Ivanco semnează un tratat comercial cu Genova și acceptă pacea cu Murad I al Turciei, pace care nu durează mult. Domnia lui a fost caracterizată prin luptele interne dintre nobili, atacurile tătarilor în nord și luptele cu bulgarii, apoi cu turcii în sud.

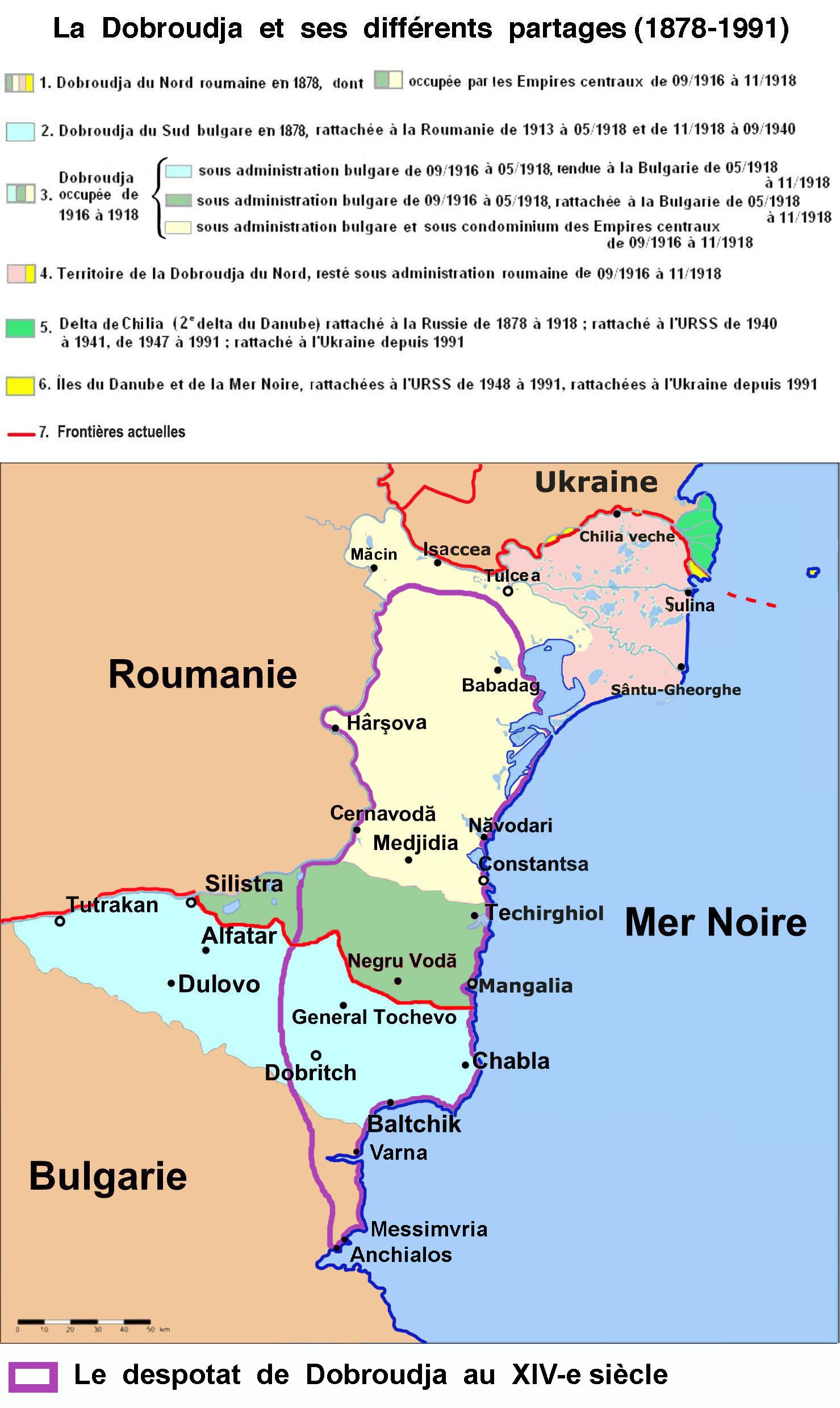
Împărțirile succesive ale Dobrogei moderne în comparație cu fostul despotat medieval.

Dobrogea a intrat în 1391 sub stăpânirea Țării Românești (astfel că Mircea cel Bătrân se va declara despot al "Țării lui Dobrotici") și s-a menținut în cadrul acesteia până la cucerirea otomană din anii 1418-1422, când a intrat în componența eyalet-ului Özi (unde românii și bulgarii vor fi asupriți, până în sec. al XIX-lea). Acesta a avut sediul la Silistra și s-a întins de la Mesembria până la gura Nistrului. Sub stăpânirea turcească, părți din Dobrogea (în turcește Dobruc-ili) au făcut în anumite perioade parte, împreună cu Basarabia de dinainte de 1812 (în turcește Bucak, citit Bugeac), din Mitropolia ortodoxă a Proilavei, cu sediul la Brăila ; în restul timpului, Dobrogea ținea de Mitropolia Dristei (Silistra).

## Conducători
- 1324-1330 : Strațimir, despot vlaho-bulgar, al Dinastiei Șișman
- 1330-1337 : Kerața, despotină vlaho-bulgară și bizantină, a Dinastiei Șișman și Dinastiei Comnen
- 1337-1347 : Balică, despot vlaho-bulgar, al Dinastiei Terter
- 1347-1386 : Dobrotici, despot vlaho-bulgar, al Dinastiei Terter
- 1386-1388 : Ivanco, despot vlaho-bulgar, al Dinastiei Terter
- 1389-1418 : Mircea cel Bătrân, voievod muntean, al Dinastiei Basarabilor